# Rapid City
Rapid City és una població dels Estats Units a l'estat de Dakota del Sud. Segons el cens del 2000 tenia 59.607 habitants.

## Demografia
Segons el cens del 2000, Rapid City tenia 59.607 habitants, 23.969 habitatges, i 15.220 famílies. La densitat de població era de 516,1 habitants per km².
Dels 23.969 habitatges en un 31,2% hi vivien nens de menys de 18 anys, en un 46,7% hi vivien parelles casades, en un 12,6% dones solteres, i en un 36,5% no eren unitats familiars. En el 29,4% dels habitatges hi vivien persones soles el 10% de les quals corresponia a persones de 65 anys o més que vivien soles. El nombre mitjà de persones vivint en cada habitatge era de 2,39 i el nombre mitjà de persones que vivien en cada família era de 2,96.
Per edats la població es repartia de la següent manera: un 25,3% tenia menys de 18 anys, un 11,8% entre 18 i 24, un 28,7% entre 25 i 44, un 20,9% de 45 a 60 i un 13,2% 65 anys o més.
L'edat mediana era de 35 anys. Per cada 100 dones de 18 o més anys hi havia 93,6 homes.
La renda mediana per habitatge era de 35.978 $ i la renda mediana per família de 44.818 $. Els homes tenien una renda mediana de 30.985 $ mentre que les dones 21.913 $. La renda per capita de la població era de 19.445 $. Entorn del 9,4% de les famílies i el 12,7% de la població estaven per davall del llindar de pobresa.

## Poblacions més properes
El següent diagrama mostra les poblacions més properes.